# Ostrów (powiat myszkowski)
Ostrów – wieś w Polsce położona w województwie śląskim, w powiecie myszkowskim, w gminie Żarki.

## Historia
Miejscowość leży w Częstochowskim Obszarze Rudonośnym. W latach 1936–1945 działała kopalnia rud żelaza "Żarki I". Podczas niemieckiej okupacji Niemcy uruchomili w 1942 roku kopalnię "Żarki II", która funkcjonowała do 1951 roku. W latach 1948–1960 istniała kopalnia "Żarki III". W latach 1955–1975 pracowała kopalnia "Żarki IV". 
W latach 1975–1998 miejscowość położona była w województwie częstochowskim.